# Deutsche Kriterium-Meisterschaft
Die Deutsche Kriterium-Meisterschaft ist eine Rennserie für Männer im Radsport, die vom Bund Deutscher Radfahrer durchgeführt wird. Im Jahr 2021 wurde sie erstmals nach 30 Jahren wieder ausgetragen.

## Beschreibung
Unter Kriterium versteht man im Radsport ein Rundstreckenrennen, das zumeist innerstädtisch gefahren wird. Letztmals vor 2021 wurde eine solche deutsche Meisterschaft im Jahre 1991 veranstaltet; damaliger Sieger war Josef Holzmann vor Andreas Kappes und Dominik Krieger.
Die Meisterschaft besteht aus mehreren Qualifikationsrennen, mit denen sich die 20 besten Fahrer der Klassen Elite Amateure und Amateure für das Finale der besten 100 qualifizieren können. Die Rennen werden auf Rundkursen zwischen 900 und 1500 Metern ausgefahren und gehen über eine Distanz zwischen 60 und 70 Kilometern. Das Finalrennen ist zwischen 70 und 80 Kilometer lang.

## Resultate

### Elite Amateure
- 2022 Jonas Schmeiser (Team Auto Brosch RSC Kempten)
- 2021 Jonas Schmeiser

### Amateure
- 2022 Elias van den Höövel (Herrmann Radteam)
- 2021 Daniel Klemme (Stevens Racing Team)